# 1237 Geneviève
1237 Geneviève è un asteroide della fascia principale del diametro medio di circa 39,81 km. Scoperto nel 1931, presenta un'orbita caratterizzata da un semiasse maggiore pari a 2,6122951 UA e da un'eccentricità di 0,0765533, inclinata di 9,73123° rispetto all'eclittica.
Il suo nome è in onore della figlia maggiore dello scopritore.